# Ариранья-ду-Иваи
Ариранья-ду-Иваи (порт. Ariranha do Ivaí) — муниципалитет в Бразилии, входит в штат Парана. Составная часть мезорегиона Северо-центральная часть штата Парана. Входит в экономико-статистический  микрорегион Ивайпоран. Население составляет 2530 человек на 2006 год. Занимает площадь 240,625 км². Плотность населения — 10,5 чел./км².
Праздник города — 1 января.

## История
Город основан в 1997 году.

## Статистика
- Валовой внутренний продукт на 2003 год составляет 27 880 107,00 реалов (данные: Бразильский институт географии и статистики).
- Валовой внутренний продукт на душу населения на 2003 год составляет 10 356,65 реалов (данные: Бразильский институт географии и статистики).
- Индекс развития человеческого потенциала на 2000 год составляет 0,688 (данные: Программа развития ООН).

## География
Климат местности: субтропический. В соответствии с классификацией Кёппена, климат относится к категории Cfa.